# 加尔省圣让
加尔省圣让（法語：Saint-Jean-du-Gard）是法国加尔省的一个市镇，位于该省西北部，属于阿莱斯区（Alès）。该市镇总面积41.64平方公里，2009年时的人口为2687人。

## 人口
加尔省圣让人口变化图示